# Лебедева, Марина Михайловна
Мари́на Миха́йловна Ле́бедева (род. 28 марта 1955, Москва) — российский психолог, политолог. Кандидат психологических наук, доктор политических наук, профессор. На декабрь 2023 года — заведующая Кафедрой мировых политических процессов Московского государственного института международных отношений (Университета) МИД России (с 1998 г.). Заслуженный деятель науки Российской Федерации (2020).

## Образование
Лебедева Марина Михайловна родилась 28 марта 1955 года в Москве. В 1977 году окончила факультет психологии Московского государственного университета им. М. В. Ломоносова, а в 1979 году – аспирантуру того же факультета по кафедре общей психологии. C 1978 года в Московском государственном университете международных отношений (МГИМО (У) МИД РФ) в качестве младшего научного сотрудника, старшего научного сотрудника, ведущего научного сотрудника, профессора, заведующего кафедрой. Кандидат психологических наук (Факультет психологии МГУ им. М. В. Ломоносова — 1980 г.), доктор политических наук (МГИМО (У) МИД РФ — 1993 г.), звание профессора по Кафедре дипломатии — 1998 г. Заслуженный работник высшей школы — 2005 г.
Иностранные языки — английский.

## Кроме того
- Член Научно-экспертного совета при Совете Федерации РФ (наст. время[когда?])
- Председатель Научно-методического Совета по политологии Министерство образования и науки России (наст. время[когда?])
- Действительный член Президиума Академии политической науки (наст. время[когда?])
- Член Научного совета Российской ассоциации политических наук (наст. время[когда?])
- Сопредседатель УМС по международным отношениям УМО (наст. время[когда?])
- Член редакционного совета журнала «Полития» (наст. время[когда?])
- Член зарубежного редакционного совета журнала «International Negotiation: A Journal of Theory and Practice», издаваемого в США (наст. время[когда?])
- Член диссертационного совета МГИМО (У) по политологии (нас. время[когда?])
- Член Научного совета Российской ассоциации политической науки (наст. время[когда?])
- Член Российской ассоциации международных исследований (наст. время[когда?])
- Член редколлегии журнала «Полис» (наст. время[когда?])
- Член International Studies Association (ISA) (наст.время[когда?])
- Visiting scholarship, The Hague, Netherlands Institute of International Relations 'Clingendael', * The Hague, Thr Netherlands (1992)
- Эксперт ВАК по политологии (1997—2000)
- Member of Standing Group on International Relations of ECPR (2001—2007)

## Специализация
Мировая политика, теория международных отношения и мировой политики, урегулирование конфликтов, ведение международных переговоров

## Публикации
- Публичная дипломатия: Теория и практика: Научное издание / Под ред. М. М. Лебедевой. — М.: Издательство «Аспект Пресс», 2017. — 272 с.

ISBN 978—5—7567—0931—5
- Лебедева М.М. Центральная Азия. Социально-гуманитарное измерение/ [М.М. Лебедева и др.]  – М.: Аспект Пресс, 2016. - 224 с.
- Лебедева М. М. Мировая политика. Учебник для бакалавров. — М.: Кнорус, 2013. изд. 2-е., перераб., 254 c. ISBN 978-5-406-02165-1.
- Лебедева М. М. (Ред.) Метаморфозы мировой политики. — М.: МГИМО (У), 2012. — 505 с. ISBN 978-5 9228-0878-1.
- Лебедева М. М. Технология ведения переговоров. — М.: Аспект Пресс, 2010 (12 п.л.) ISBN 978-5-7567-0571-3
- Мировая политика в XXI в: акторы, процессы и проблемы. — М.: МГИМО (У), 2009. — 10 п.л.
- Современные глобальные проблемы мировой политики / Под ред. М. М. Лебедевой. — М.: Аспект-Пресс, 2009. — 12 п.л.
- «Приватизация» мировой политики локальные действия — глобальные результаты // Под ред. М. М. Лебедевой. — М.: Голден Би, 2008. — 12 п.л.
- Болонский процесс: проблемы и перспективы / Под ред. проф. М. М. Лебедевой. — М.: Оргсервис, 2006. — 10 п.л.
- Лебедева М. М. Мировая политика. Изд. 2-е испр. и доп. — М.: Аспект Пресс, 2006. −23 п.л.
- Лебедева М. М. Мировая политика. — М.: Аспект Пресс, 2004. — 22 п.л.
- Мировая политика и международные отношения на пороге третьего тысячелетия / Под ред. М. М. Лебедевой. — М.: МОНФ, 2000 — 7 п.л.
- Лебедева М. М. Политическое урегулирование конфликтов: Подходы, решения, технологии. — М.: Аспект-Пресс, издание второе, 1997. — 17 п.л.
- Российская дипломатия в свете мирового и исторического опыта. Вып. 2 / Под ред. В. М. Матвеева и М. М. Лебедевой. — М.: МГИМО, 1998 — 7 п.л.
- Lebedeva Marina M. Dealing with Conflicts in and around Russia: Enforce or Negotiate? — The Hague, Netherlands Institute of International Relations 'Clingendael', 1992. — 3 п.л.
- Лебедева М. М. Вам предстоят переговоры. — М.: Экономика, 1993. — 10 п.л.
- Загорский А. В., Лебедева М. М. Теория и методология ведения международных переговоров. Учебное пособие. — М.: МГИМО, 1989. — 5 п.л.

## Награды
- Орден Дружбы (10 марта 2025 года) — за заслуги в подготовке высококвалифицированных специалистов, научно-педагогической деятельности и многолетнюю добросовестную работу[1].
- Заслуженный деятель науки Российской Федерации (21 августа 2020 года) - за большой вклад в науку, подготовку высококвалифицированных специалистов и многолетнюю добросовестную работу[2].
- Первая премия РАМИ за учебно-методический комплекс «Мировая политика» (2004)
- Премия Правительства России в области образования (2014)